# إيفان شارب (رجل أعمال)
إيفان شارب (بالإنجليزية: Evan Sharp)‏ هو شخصية أعمال أمريكي، ولد في 1982 في يورك في الولايات المتحدة.